# Tasmanian International 2005
Il Tasmanian International 2005 è stato un torneo di tennis giocato sul cemento. È stata la 12ª edizione del Tasmanian International, che fa parte della categoria Tier V nell'ambito del WTA Tour 2005. Si è giocato al Hobart International Tennis Centre di Hobart in Australia dal 10 al 16 gennaio 2005.

## Campionesse

### Singolare
Zheng Jie ha battuto in finale  Gisela Dulko con il punteggio di 6–2, 6–0

### Doppio
Yan Zi /  Zheng Jie hanno battuto in finale  Anabel Medina Garrigues /  Dinara Safina con il punteggio di 6–4, 7–5